# Bassekou Kouyaté

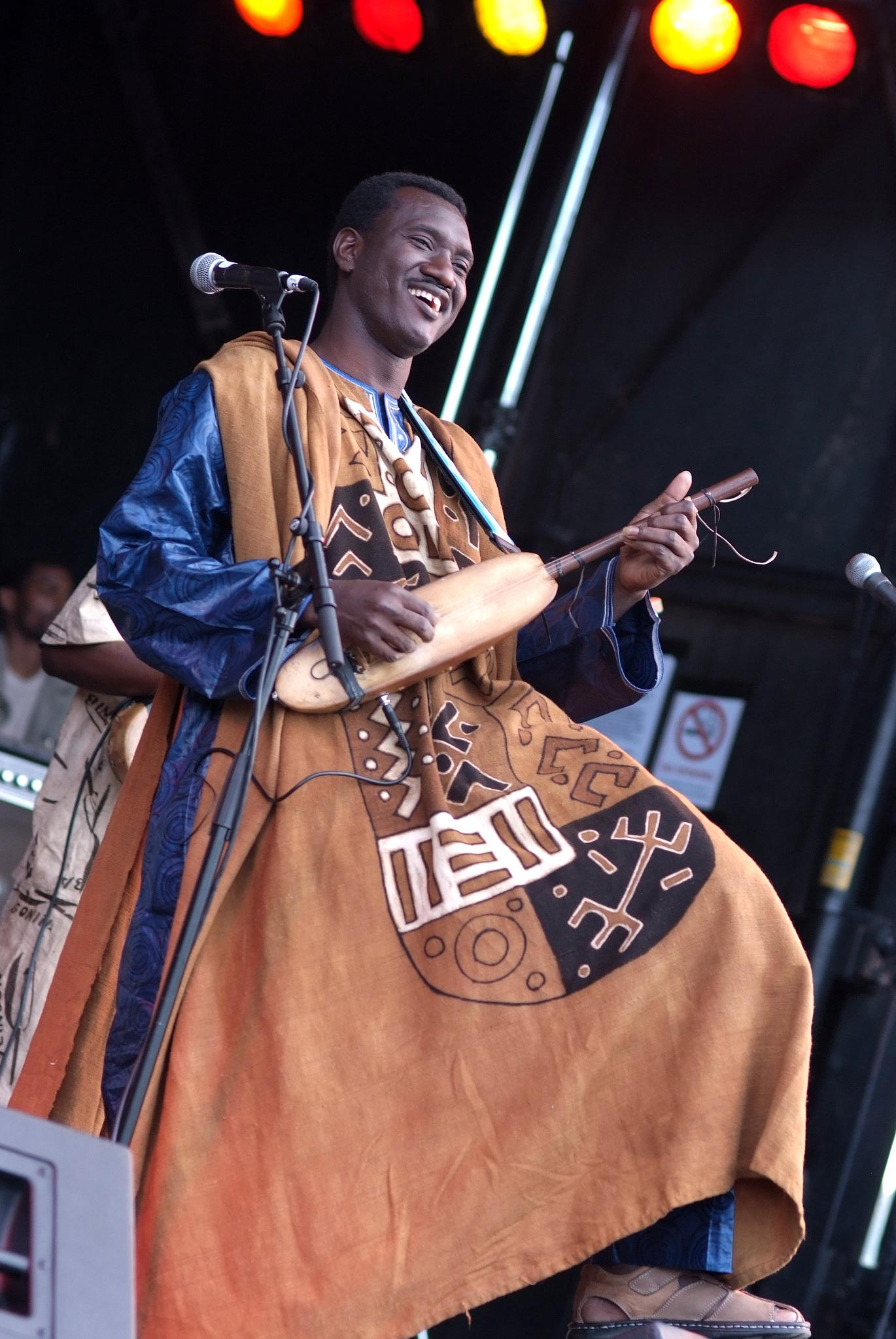
Bassekou Kouyaté (2008)

Bassekou Kouyaté (* 1966 in Garana) ist ein malischer Musiker. Bekannt geworden ist er als virtuoser Ngoni-Spieler und Modernisierer der Musik der westafrikanischen Griots. Kouyaté ist Leiter der Gruppe „Ngoni Ba“.

## Leben und Werk
Bassekou Kouyaté wurde in Garana, ungefähr 60 km von Ségou, in einen der bedeutendsten Griot-Clans Afrikas geboren, dem neben Bassekou Kouyaté viele weitere international erfolgreiche Künstler wie Kandia Kouyaté, Soriba Kouyaté und Habib Koité angehören. Im Alter von zwölf Jahren begann Bassekou Kouyaté von seinem Vater Mustapha Kouyaté das Ngonispiel zu erlernen, das in seiner Familie eine lange Tradition hat. Ende der Achtzigerjahre zog er in die malische Hauptstadt Bamako. Dort traf er den Koraspieler Toumani Diabaté, mit dem er häufig zusammenarbeitet. Er bekam zudem Auftritte bei Plattenaufnahmen von Ali Farka Touré und Taj Mahal, die ihm zu internationaler Beachtung verhalfen. In Bamako lernte er auch seine Frau, die Sängerin Ami Sacko, kennen, mit der er die Gruppe „Ngoni Ba“ (eigentlich: Ngoni Batitle, „die große Ngoni“) gründete. Diese Gruppe, die neben Bassekou Kouyaté und Ami Sacko noch zwei Perkussionisten und drei weitere Ngonispieler umfasst, feierte mit ihrem Debütalbum „Segu Blu“ (2007) internationale Erfolge; unter anderem wurde die Platte 2008 mit dem BBC World Music Award ausgezeichnet.

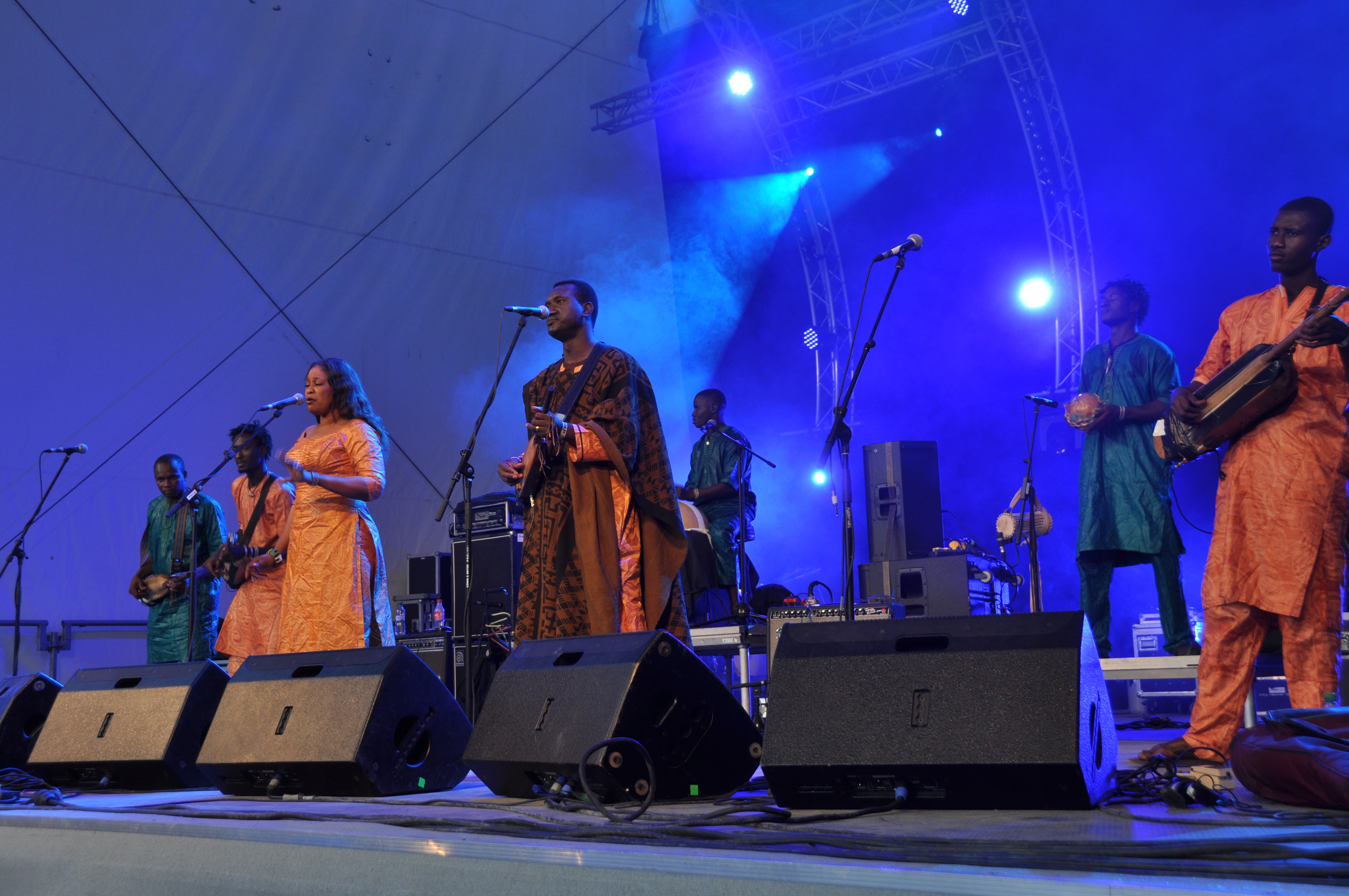
Bassekou Kouyaté & Ngoni Ba beim Weltmusikfestival Horizonte 2014

Kouyaté gilt als Erneuerer der traditionellen Griot-Musik. Dies bezieht sich neben seiner Spielweise auch auf technische Weiterentwicklungen des Instruments etwa durch das Hinzufügen zusätzlicher Saiten (Kouyaté verwendet bis zu siebensaitige Ngonis) und die Verwendung elektrischer Verstärker. Außerdem setzt er bei „Ngoni Ba“ erstmals vier Ngonis unterschiedlicher Lagen gleichzeitig ein (üblicherweise werden nur ein oder zwei Ngonis zusammen gespielt). Durch seine Zusammenarbeit mit Musikern wie Taj Mahal setzt er auch Bezugspunkte zum afroamerikanischen Blues und ruft die afrikanischen Wurzeln dieser Musik in Erinnerung.
Mit dem rockmusiknahen Album Ba Power (2015) gingen Kouyaté und seine Band im April und Mai 2015 auf eine Europa-Tournee.

## Auszeichnungen
- 2007: Tamani für den besten Videoclip
- 2008: BBC Radio 3 Awards for 'World Music Album of the Year' & 'African Artist of the Year'
- 2010: Kora Award in der Kategorie 'Bester traditioneller Künstler'

## Diskografie
- Toumani Diabaté: Songhai (Nuevos Medios, 1989)
- Toumani Diabaté: Djelika (Hannibal, 1995)
- Ali Farka Touré: Savane (World Circuit, 2006)
- Bassekou Kouyaté & Ngoni Ba: Segu Blue (Out Here Records, 2007)
- Bassekou Kouyaté & Ngoni Ba: I Speak Fula (Out Here Records, 2009)
- Bassekou Kouyaté & Ngoni Ba: Jama ko (Out Here Records, 2013)
- Bassekou Kouyaté & Ngoni Ba: Ba Power (Glitterbeat, 2015)
- Bassekou Kouyaté & Ngoni Ba: Miri (Out Here Records, 2019)